# Wielka Wieś (gemeente)
De gemeente Wielka Wieś is een landgemeente in het Poolse woiwodschap Klein-Polen, in powiat Krakowski.
De zetel van de gemeente is in Wielka Wieś.
Op 30 juni 2004 telde de gemeente 9183 inwoners.

## Oppervlakte gegevens
In 2002 bedroeg de totale oppervlakte van gemeente Wielka Wieś 48,1 km², waarvan:
- agrarisch gebied: 82%
- bossen: 7%

De gemeente beslaat 3,91% van de totale oppervlakte van de powiat.

## Demografie
Stand op 30 juni 2004:
| Omschrijving                   | Totaal | Totaal | Vrouwen | Vrouwen | Mannen | Mannen |
| ------------------------------ | ------ | ------ | ------- | ------- | ------ | ------ |
| eenheid                        | aantal | %      | aantal  | %       | aantal | %      |
| inwoners                       | 9183   | 100    | 4707    | 51,3    | 4476   | 48,7   |
| bevolkingsdichtheid (inw./km²) | 190,9  | 190,9  | 97,9    | 97,9    | 93,1   | 93,1   |

In 2002 bedroeg het gemiddelde inkomen per inwoner 1125,03 zł.

## Plaatsen
Bębło, Będkowice, Biały Kościół, Czajowice, Giebułtów, Modlnica, Modlniczka, Prądnik Korzkiewski, Szyce, Tomaszowice, Wierzchowie en Wielka Wieś.

## Aangrenzende gemeenten
Jerzmanowice-Przeginia, Kraków, Skała, Zabierzów, Zielonki